# Dmitrij Manuil'skij
Dmitrij Zacharovič Manuil'skij (in russo Дмитрий Захарович Мануильский?; in ucraino Дмитро Захарович Мануїльський?, Dmytro Zacharovyč Manuïl's'kyj; Kremenec', 3 ottobre 1883 – Kiev, 22 febbraio 1959) è stato un politico sovietico. Fu un importante bolscevico e segretario dell'Internazionale Comunista (Comintern) dal dicembre 1926 alla sua dissoluzione nel maggio 1943.

## Biografia
Manuils'skij nacque da una famiglia di contadini a Kremenec'. Dopo la scuola secondaria, si iscrisse all'Università statale di San Pietroburgo nel 1903 e si unì ai bolscevichi nel 1904. Durante la rivoluzione del 1905 fu assegnato dai bolscevichi alla base navale di Kronštadt dove prese parte alla rivolta navale di luglio. Arrestato, fu detenuto nella prigione di Kronštadt nel 1905-1906, poi esiliato, ma fuggì, arrivando a Kiev e poi, nel 1907, a Parigi. Lì si allineò con il gruppo di estrema sinistra guidato da Aleksandr Bogdanov, che sfidò Lenin per la guida dei bolscevichi e lavorò sul giornale Vpered. Dopo lo scoppio della prima guerra mondiale nel 1914, lavorò sul giornale Naše Slovo e fungeva da principale contatto tra i bolscevichi e il gruppo più piccolo associato a Lev Trockij.
Dopo il suo ritorno in Russia nel maggio 1917, si unì al gruppo di Trockij, il Mežrajoncij, che si unì ai bolscevichi nell'agosto del 1917. Durante la guerra civile, Manuil'skij lavorò nel Commissariato popolare per l'alimentazione, prima di essere inviato in Ucraina, dove Lenin gli assegnò il compito di organizzare la popolazione contadina intorno a Char'kov per sconfiggere l'Armata Bianca del generale Denikin. Nel gennaio del 1919, lui e Inessa Armand furono inviati a Parigi, nella speranza che potessero far scoppiare una rivoluzione in Francia, ma fu arrestato e deportato. Fu il commissario popolare per l'alimentazione nella Repubblica Socialista Sovietica Ucraina nel 1920-1921, poi passò al giornalismo e dal 1922 lavorava per l'Internazionale Comunista.
Era un membro del Comitato Centrale del Partito Comunista dell'Unione Sovietica, (1923-1952), nonché un membro del circolo interno d'élite noto come "malaja komisija", un gruppo di cinque membri che governava la Segreteria politica, composta da undici membri. Nel 1926, soppiantò Nikolaj Ivanovič Bucharin come capo della delegazione dell'Unione Sovietica all'esecutivo del Comintern e rappresentante principale nei congressi dei partiti comunisti francese, tedesco e cecoslovacco. Dal 1935 fino allo scioglimento di Comintern nel 1943, fu sostituto del suo segretario generale, Georgi Dimitrov. Nel 1944-1952 ricoprì l'incarico in gran parte insignificante di Ministro degli Esteri dell'Ucraina. Nel 1952-1953 fu ambasciatore ucraino presso le Nazioni Unite.
Durante le epurazioni del 1936-1940, quasi tutti i vecchi bolscevichi con un legame passato con Trockij furono uccisi o imprigionati, tranne Manuil'skij, che Stalin disprezzava ma dal quale non si sentiva in alcun modo minacciato. Nel 1939, disse a Dimitrov: "Manuil'skij è un leccapiedi! Era un trockista! Lo abbiamo criticato per il silenzio e per non aver parlato durante le epurazioni dei banditi trockisti, e ora ha iniziato a fare il leccapiedi!". Il comunista montenegrino Milovan Đilas, che conobbe Manuils'skij nel 1944, ammirò il suo talento di apprendere e scrivere, ma lo ricordò come "un veterano lieve e già curvo, dai capelli scuri, con i baffi tagliati [che] parlava con un sussurro, quasi delicatamente e – cosa che mi ha stupito in quel momento – senza molta energia". Vedendolo di nuovo cinque anni dopo, Đilas lo considerava un "quasi senile, piccolo vecchio uomo che stava rapidamente scomparendo mentre scivolava giù per la ripida scala della gerarchia sovietica".

## Nella cultura di massa
- Nel film del 1977 Antonio Gramsci - I giorni del carcere di Lino Del Fra, Dmitrij Manuil'skij è interpretato da Franco Graziosi.